# José Miró Cardona
José Miró Cardona (ur. 22 sierpnia 1902 w Hawanie, Kuba – zm. 10 sierpnia 1974 w San Juan, Portoryko) – kubański polityk. Przez okres 6 tygodni premier od 5 stycznia 1959 po powołaniu go na urząd przez prezydenta Manuela Urrutia Lleó do 13 lutego 1959, kiedy to został odwołany przez Fidela Castro.
Miró był prawnikiem i profesorem na Uniwersytecie w Hawanie. Swoją karierę polityczną rozpoczął jako przywódca w cywilnym sprzeciwie wobec rządów prezydenta Batisty, który zainspirował studentów by dążyli do kubańskiej rewolucji. Po krótkim epizodzie związanym z pełnieniem urzędu premiera, w maju 1960 został wyznaczony przez Castro na ambasadora w Hiszpanii. Jednak jeszcze przed lipcem, odrzucił politykę Castro, ustąpił z funkcji i znalazł schronienie w argentyńskiej Ambasadzie. Przekroczył granicę Stanów Zjednoczonych jako emigrant zimą 1960.